# Iușkî, Kaharlîk
Iușkî (în ucraineană Юшки) este un sat în comuna Hrebeni din raionul Kaharlîk, regiunea Kiev, Ucraina.

## Demografie
Componența lingvistică a localității Iușkî
     Ucraineană (97,63%)
     Rusă (1,78%)
Conform recensământului din 2001, majoritatea populației localității Iușkî era vorbitoare de ucraineană (97,63%), existând în minoritate și vorbitori de rusă (1,78%).